# Juan Cabrera (football)
Pour les articles homonymes, voir Juan Cabrera et Cabrera.
 (mai 2010).
Si vous disposez d'ouvrages ou d'articles de référence ou si vous connaissez des sites web de qualité traitant du thème abordé ici, merci de compléter l'article en donnant les références utiles à sa vérifiabilité et en les liant à la section « Notes et références ».
Juan Domingo Cabrera est un joueur de football né le 18 juin 1952 à Lujan-Tucuman en Argentine et mort le 3 septembre 2007. 
Après avoir joué au Club Atletico Talleres, ce milieu de terrain est transféré aux Girondins de Bordeaux lors de la saison 1979-80 à la demande de l'entraîneur Luis Carniglia. Alors qu'il avait figuré dans la présélection argentine pour la Coupe du monde de football de 1978, il s'avéra d'un niveau de jeu tellement faible en France qu'il devint la risée des supporters. Une rumeur, jamais démentie, veut qu'en guise de Juan Cabrera, Claude Bez se soit fait arnaquer et offert son cousin et homonyme.
Juan Domingo Cabrera est décédé le 3 septembre 2007 à 55 ans d'une pneumonie. Il reste dans l'histoire comme le premier joueur à avoir été "humilié" par un certain Diego Maradona, auteur de son premier petit pont en première division.

## Carrière
- 1976-1979 : CA Talleres
- 1979- Jan. 1980 : Girondins de Bordeaux
- Jan. 1980-Jan. 1981 : Club Atletico San Lorenzo de Almagro
- Jan. 1981-1983 : Velez Sarsfield[2]